# Haley Bugeja
Haley Bugeja (Pietà, 5 de mayo de 2004) es una futbolista maltesa. Juega como delantera en el Inter de Milán de la Serie A de Italia. Es internacional con la selección de Malta.

## Trayectoria
Bugeja debutó en el fútbol profesional a la edad de 14 años jugando para el Mġarr United de la Liga Femenina de Malta durante la temporada 2018-19. Cerró el año como la máxima goleadora de la liga con 26 tantos y siendo nombrada Jugadora del Año de la liga en los premios Malta FA. Retuvo su distinción de Jugadora del Año la temporada siguiente aunque, a pesar de igualar su total de 26 tantos de la temporada anterior, Loza Abera del Birkirkara le ganó la Bota de Oro con 30 goles. El Mġarr United terminó segundo detrás del Birkirkara en ambas temporadas.
En julio de 2020, Bugeja dio el salto a la Serie A italiana firmando un contrato de tres años con el Sassuolo. Estrenó su nueva casaca el 5 de septiembre, a sus 16 años, en una victoria por 3-1 al Napoli con dos goles de la delantera maltesa.
La escena estadounidense la recibió el 1 de julio de 2022 cuando fichó con el Orlando Pride de la National Women's Soccer League.

## Selección nacional
Bugeja jugó su primer partido internacional con la selección de Malta cuando tenía 14 años en abril de 2019, haciendo de titular en una derrota amistosa por 2-0 ante Rumania en Bucarest. Su primer gol llegó en otro amistoso perdido por 2-1 ante Turquía en enero de 2020, mientras que el primer tanto competitivo de la delantera ocurrió en marzo de 2020, en la victoria por 2-1 sobre Georgia como parte de la clasificación para la Eurocopa 2022. En noviembre de 2020, anotó un hat-trick en la goleada de visitante por 4-0 sobre las mismas oponentes.

## Clubes
| Club           | País           | Año             |
| -------------- | -------------- | --------------- |
| Mġarr United   | Malta          | 2018 - 2020     |
| Sassuolo       | Italia         | 2020 - 2022     |
| Orlando Pride  | Estados Unidos | 2022 - 2023     |
| Inter de Milán | Italia         | 2023 - presente |

## Distinciones individuales
| Distinción                           | Año     |
| ------------------------------------ | ------- |
| Máxima Goleadora de la Liga de Malta | 2018-19 |
| Jugadora del Año de la Liga de Malta | 2018-19 |
| Jugadora del Año de la Liga de Malta | 2019-20 |